# Blink (motor de layout)
Blink é um motor de navegadores web desenvolvido pela Google como parte do projeto Chromium, anunciado pela primeira vez em abril de 2013. É uma bifurcação do componente WebCore do WebKit, que começou a ser utilizado a partir do Chrome 28, Opera 14 e Yandex Browser
Enquanto a versão do WebCore do Chrome seguia seu desenvolvimento, uma grande quantidade de seu código era dedicado para ativar recursos que o Chrome não usava (como o seu modelo de processos de isolamento e de múltiplos processos no WebKit2, que difere da implementação do Chrome). A bifurcação irá permitir aos desenvolvedores simplificar o código base, removendo código desnecessário, e ao mesmo tempo, permitindo maior flexibilidade ao adicionar novos recursos. Adicionalmente, a bifurcação não adicionará novos prefixos de CSS. Fora estas mudanças que foram planejadas, atualmente o Blink continua a ser relativamente similar ao WebCore.